# Hiroyasu Fushimi
Hiroyasu Fushimi (伏見宮博恭王?, Fushimi-no-miya Hiroyasu ō; Tokyo, 16 ottobre 1875 – Tokyo, 16 agosto 1946) è stato un ammiraglio giapponese, capo di stato maggiore della Marina nipponica dal 1932 al 1941 e membro del Consiglio Supremo per la Direzione della guerra nel corso del secondo conflitto mondiale.
Studiò in Germania dal 1889 al 1895 ed entrò nei ranghi della marina imperiale quell'anno con il grado di guardiamarina; si specializzò in artiglieria navale e servì inizialmente su grandi navi corazzate svolgenti funzioni di ammiraglie. Divenuto capitano di corvetta, fu imbarcato sulla moderna nave da battaglia Mikasa e combatté nella prima parte della guerra russo-giapponese, subendo ferite leggere nella battaglia del Mar Giallo. Rimpatriato, decorato e promosso capitano di fregata, dal 1908 al 1910 studiò nel Regno Unito e poi nel Collegio navale della marina imperiale; ebbe quindi il comando della corazzata Asahi e nel 1913 raggiunse il grado di contrammiraglio, ma nella prima guerra mondiale non prese parte a nessuna azione. Divenne viceammiraglio nel 1916 e comandante della 2ª Flotta sullo scorcio del decennio: infine, nel 1920, acquisì il rango di Consigliere navale. Nel 1922 fu nominato ammiraglio e l'anno seguente successe al padre alla testa della casata Fushimi.
Comandante del 3º Distretto navale a metà degli anni venti, dal 1932 ricoprì il ruolo di capo di stato maggiore della marina e fu creato anche ammiraglio della flotta (Gensui Kaigun Taishō). Come comandante in capo della flotta nipponica, non prese misure per contenere le derive militariste e fu fautore dell'occupazione delle distese meridionali dell'Oceano Pacifico; fu invece oppositore delle politiche dell'esercito, in particolare condannando le provocazioni alla frontiera sovietico-mancese nel corso degli anni trenta. Nell'aprile 1941, in seguito alla stipula del Patto tripartito da lui avversato, rassegnò le dimissioni da capo di stato maggiore e non ebbe alcun ruolo nel conflitto contro gli Alleati: concluse le ostilità, si rivolse a un'impegnata attività pubblica. Morì nel 1946 a Tokyo.

## Biografia

### Infanzia e studi in Germania
Hiroyasu Fushimi nacque il 16 ottobre 1875 a Tokyo, figlio del maresciallo e 22º principe della casata Fushimi Sadanaru Fushimi (28 aprile 1858-5 febbraio 1923) e della principessa Toshiko Arisugawa (21 maggio 1858-3 gennaio 1930): alla nascita ricevette in realtà il nome Narukata, assieme al tradizionale suffisso di cortesia -no-miya in uso per i rami cadetti della dinastia imperiale (shinnōke), tra i quali il Fushimi era il più antico e prestigioso. Il 23 aprile 1883, ad appena sette anni d'età, lasciò la famiglia Fushimi per entrare nel casato Kachō; acquisì dunque il rango di 2º principe di tale branca della famiglia imperiale, il suffisso si modificò in Kachō-no-miya e in questa occasione cambiò nome in "Hiroyasu", con il quale fu da allora in avanti conosciuto. Il 5 aprile 1886 iniziò un corso preliminare di cadetto presso l'Accademia navale di Etajima ma il 17 settembre 1889, senza averlo completato, lo lasciò per studiare in Germania. Il 28 settembre di quell'anno giunse nell'Impero tedesco e per due anni si dedicò all'apprendimento della lingua e dei costumi locali; il 5 ottobre 1891 poté dunque iniziare la frequentazione della Accademia navale a Kiel e, dall'8 aprile 1892, fu cadetto presso tale istituto. Il 30 marzo 1893 ottenne il brevetto di aspirante guardiamarina e continuò negli studi militari, quindi il 20 aprile 1894 ebbe la promozione a guardiamarina: il 3 ottobre fu accettato dal Collegio navale della Kaiserliche Marine. Qui completò e approfondì la propria preparazione, concludendo gli studi il 15 agosto 1895. Alcune settimane dopo partì e rientrò in Giappone il 28 ottobre 1895.

### Il primo Novecento nella Marina nipponica
Il principe Fushimi fu immediatamente integrato nella Marina imperiale con il riconoscimento dell'operato svolto all'estero e, il 29 ottobre, fu assegnato come assistente al comandante della divisione di incrociatori protetti classe Matsushima, imbarcato sull'Itsukushima. Proseguì nella sua esperienza iniziale come membro dell'equipaggio dell'incrociatore protetto Itsukushima dal 20 aprile 1896 all'inizio del 1897; il 3 marzo di quell'anno tornò a terra allo scopo di seguire il corso del Centro addestramento artiglieria navale. Il 19 agosto, completatolo, fu assegnato all'unità d'addestramento per il naviglio silurante distaccata al Centro d'addestramento di Kure e il 14 settembre divenne comandante pro tempore di questo reparto formativo. Divenuto sottotenente di vascello il 1º dicembre 1897 e tenente di vascello già il 27, fu imbarcato sulla nave ammiraglia Fuji; il 26 agosto 1899 fu riassegnato all'incrociatore corazzato e ammiraglia Asama. Il 13 ottobre 1900, concluso il secondo ciclo di servizio in mare, iniziò la carriera di istruttore e comandante del Centro addestramento artiglieria navale, che durò comunque meno di un anno; difatti il 6 ottobre 1901 salì a bordo della nave ammiraglia Izumo e il 22 aprile 1902 si spostò sulla nave da battaglia Asahi, anch'essa un'unità di comando. In estate (dall'8 luglio) iniziò a studiare in un corso a parte presso il Collegio navale, l'istituzione che si occupava di fornire competenti ufficiali di stato maggiore e dal 24 luglio 1903, concluso il percorso accademico, fu imbarcato sulla nave da battaglia e ammiraglia Mikasa; cinque giorni più tardi fu promosso capitano di corvetta. Il 16 gennaio 1904 Fushimi rinunciò al titolo di 2º principe della casata Kachō ma mantenne il nome Hiroyasu, divenendo dunque ufficialmente Hiroyasu Fushimi-no-miya. Il mese seguente ebbe inizio la guerra russo-giapponese, cui egli partecipò a bordo della Mikasa: fu dunque presente alla battaglia di Port Arthur e alla battaglia del Mar Giallo durante la quale, al comando della torre poppiera con pezzi da 305 mm, rimase leggermente ferito quando la corazzata fu colpita.
Rimpatriato, il 5 ottobre fu destinato allo stato maggiore dell'Ufficio Affari navali, dipendente dal Ministero della marina, e divenne anche membro del Gran Quartier generale imperiale (Dai hon'ei). Il 28 agosto 1905 tornò a bordo di una nave da guerra, l'incrociatore protetto Niitaka, in qualità di vicecomandante e il 3 novembre fu insignito del cordone dell'Ordine del Crisantemo; il 1º aprile 1906 fu poi nominato cavaliere di IV Classe dell'Ordine del Nibbio d'oro. Quel giorno stesso fu imbarcato come vicecomandante provvisorio sulla nave da battaglia Okinoshima, incarico che in seguito ebbe pure sull'incrociatore protetto Naniwa (11 maggio). Il 28 settembre 1906 avanzò al grado di capitano di fregata ed ebbe a titolo permanente il posto di vicecomandante sull'incrociatore: dal 5 novembre esercitò comunque questo ruolo sull'incrociatore corazzato Nisshin. Il 15 febbraio 1907 lasciò le navi da guerra per seguire un altro corso speciale al Collegio navale, che lo tenne impegnato per il resto dell'anno, quindi il 18 dicembre partì dal Giappone con destinazione l'Inghilterra.

### La carriera e il comando della marina
Nel Regno Unito Fushimi studiò la lingua inglese e si avvicinò agli ambienti della Royal Navy. Il 23 maggio 1910 gli pervenne l'ordine di rientro e, una volta giunto in patria, fu posto alle dipendenze dello stato maggiore generale (25 luglio): il mese successivo gli fu affidato in via temporanea il comando dell'incrociatore protetto Takachiho e il 1º dicembre, con la promozione a capitano di vascello, ebbe il comando effettivo della nave da battaglia Asahi; dal 1º marzo 1912 assunse il comando dell'incrociatore da battaglia Ibuki. Il 1º dicembre ritornò al Collegio navale e per la terza volta attese a un corso di formazione. Il 31 agosto 1913 completò gli studi, fu nominato contrammiraglio e gli fu affidato il controllo della flotta basata a Yokosuka, quartier generale del 1º Distretto navale. L'anno seguente, tra il 18 e il 22 agosto, fu scelto come nuovo Direttore del Collegio navale succedendo al contrammiraglio Tan'in Yamaya e vi rimase per oltre un anno. Il 13 dicembre 1915 riprese il mare come comandante della 2ª Divisione corazzate ma non partecipò, né fu presente, alle marginali azioni della Marina imperiale nel corso della Grande guerra. Il 1º dicembre 1916 divenne viceammiraglio e subito fu incluso nel Comitato degli ammiragli, oltre a tornare a disposizione dello stato maggiore generale: per molto tempo non ebbe comunque incarichi operativi. Il 1º dicembre 1919 fu posto alla testa della 2ª Flotta e dopo un anno fu investito della carica di Consigliere navale (alto ufficiale coadiuvante il Ministro e il capo di stato maggiore della marina assieme ad altri tre/quattro omonimi), sebbene tecnicamente questo rango avrebbe richiesto il grado di ammiraglio per essere ricoperto: Fushimi lo divenne solo il 1º dicembre 1922. Il 5 febbraio 1923 il padre, Sadanaru, si spense a Tokyo e Fushimi ne raccolse l'eredità come 23º principe e capo della casata.
Dal 27 ottobre 1923 membro effettivo del Supremo Consiglio di Guerra, Fushimi fu promosso comandante del 3º Distretto navale (Sasebo) il 5 febbraio 1924 e lo gestì per oltre un anno; il 15 aprile 1925 riprese poi il proprio posto di Consigliere navale, che ricoprì a lungo. Il 2 febbraio 1932 ascese alla carica di capo di stato maggiore generale della marina e rientrò nel Comitato degli ammiragli: seguì il 27 maggio dello stesso anno l'investitura ad ammiraglio della flotta (Gensui Kaigun Taishō, letteralmente "maresciallo-ammiraglio"), un titolo puramente formale, e infine il 29 aprile 1934 fu encomiato con il Collare dell'Ordine del Crisantemo, la più alta onorificenza giapponese. In quanto capo di stato maggiore presiedette spesso, negli anni seguenti, alla cerimonia che sanciva la conclusione dei quattro anni di addestramento delle giovani reclute di Etajima: durante la sobria celebrazione egli rappresentava anche l'imperatore e, come parente del divino sovrano, rimaneva sempre in silenzio, ricevendo gli inchini della platea e dei cadetti. Il comando di Fushimi fu segnato sin da subito da derive autoritarie in seno agli alti organi della Marina imperiale; il vicecapo di stato maggiore, viceammiraglio Sankichi Takahashi, sfruttò il prestigio del suo superiore e la quiescenza del Ministro per accentrare i poteri nello stato maggiore generale ed epurare l'arma da numerosi ufficiali moderati. Una volta fatto ciò, furono creati tra 1933 e 1934 dei comitati con lo scopo di promuovere una visione strategica unitaria e sforzi comuni: in realtà, questi organismi furono composti per la massima parte da giovani ufficiali di medio rango, bellicosi e nazionalisti, che elaborarono la strategia della cosiddetta Nanshin-ron (la "marcia verso sud", ovvero l'occupazione dei ricchi territori del Sud-est asiatico) dall'inizio del 1936. Questo gruppo estremista fu capace di coagulare attorno a sé un forte consenso e non ebbe difficoltà a far denunciare i trattati navali sottoscritti dal Giappone nel 1922 e nel 1930, interrompendo la collaborazione con le potenze navali occidentali.

### La seconda guerra mondiale
In generale il principe Fushimi non si oppose alle trasformazioni interne alla marina e anzi divenne sostenitore della strategia proposta quando, dopo l'inizio della seconda guerra sino-giapponese nell'estate 1937, i rapporti con gli Stati Uniti, il Regno dei Paesi Bassi e l'Impero britannico registrarono un progressivo scadimento e una conseguente diminuzione delle importazioni di petrolio, per il quale il Giappone dipendeva in larga parte dal mercato estero. Tra le altre preoccupazioni, Fushimi cercò di contrastare i piani dell'esercito per attaccare l'Unione Sovietica contemporaneamente ai duri scontri in Cina, un progetto offensivo cagionato da scontri di frontiera in Manciuria, presso le alture di Changkufeng: egli e altri ufficiali puntualizzarono che la marina non sarebbe stata in grado di assicurare un regolare afflusso di truppe e rifornimenti all'Armata della Corea in caso di guerra dichiarata con i sovietici. Alla fine l'incidente di Changkufeng degenerò in una breve battaglia, conclusa da un cessate il fuoco.
La continuazione della guerra in Cina e delle tensioni con l'URSS isolarono il Giappone, cui nel luglio 1939 gli Stati Uniti notificarono l'abrogazione degli accordi commerciali del 1911. La situazione precaria fu discussa in sempre più frequenti conferenze imperiali, che riunivano i capi delle forze armate, il Primo ministro, il Ministro degli esteri e degli interni, il sovrano stesso. Nel corso degli incontri del 1940 e 1941 e con il sostegno del Ministro ammiraglio Zengo Yoshida, Fushimi sconsigliò vivamente di intraprendere una guerra con gli Stati Uniti, nel caso in cui l'importazione del greggio fosse stata interrotta completamente; spiegò poi (sulla scorta di uno studio strategico effettuato nel maggio 1940) che attaccare solo le Indie orientali olandesi per accaparrarsi i giacimenti del Borneo e di Sumatra avrebbe solo ritardato un massiccio intervento navale anglo-statunitense. Il principe si espresse anche contro il proposto Patto tripartito con Germania nazista e Italia fascista, la cui ratifica avrebbe complicato la già delicata posizione dell'Impero nipponico e annullato ogni residua possibilità di accordo con le potenze occidentali. Il suo più grande timore era la partecipazione degli Stati Uniti alla guerra europea, evenienza che avrebbe obbligato il Giappone a dichiarare aperte le ostilità con gli americani se si fosse legato alla Germania con il Patto. Fushimi continuò comunque a svolgere gli incarichi ordinari di capo di stato maggiore e il 1º novembre 1940 presenziò al varo segreto della grande corazzata Musashi, in rappresentanza inoltre di Hirohito.
Il 9 aprile 1941 Fushimi rassegnò le dimissioni da capo di stato maggiore, mantenendo il posto di membro al Quartier Generale imperiale, sembra senza avere più influenza sulle frenetiche discussioni. Pare, tuttavia, che nell'ottobre 1941, al momento di scegliere il successore dell'ormai screditato principe Fumimaro Konoe al termine del suo terzo mandato come Primo ministro, lo jūshin (ex-Primo ministro) Senjūrō Hayashi avesse proposto "un principe imperiale", identificato in seguito con Fushimi stesso. L'ipotesi fu bocciata dal Consiglio degli jūshin e dal marchese Kōichi Kido, Lord del sigillo imperiale che presiedeva la riunione. Nel corso della seconda guerra mondiale, Fushimi non ricoprì alcun ruolo nelle forze armate e fu integrato nel Supremo Consiglio di Guerra (poi Consiglio Supremo per la Direzione della guerra), senza avere comunque poteri decisionali. Il 4 aprile 1942, nel pieno dei trionfi militari giapponesi, fu insignito della I Classe dell'Ordine del Nibbio d'oro.

### Decesso
Il 15 agosto 1945 l'Impero giapponese si arrese agli Alleati e il 2 settembre firmò la capitolazione formale; l'11 novembre 1945 Fushimi abbandonò il servizio militare. Nell'immediato dopoguerra gli Stati Uniti, unica potenza occupante del paese sconfitto, procedettero a democratizzare il Giappone e a smantellarne il sistema istituzionale: la monarchia rimase in vigore e, con essa, i rami cadetti, che poterono mantenere i titoli nobiliari. Hiroyasu, non indagato per crimini di guerra, si dedicò a una intensa attività pubblica, divenendo presidente onorario della Imperial Life Boat Association, della Japan Seamen's Relief Association, della Cancer Research Society, del Naval Club, della Japan-German Society e della Scientific and Chemical Research Institute. Il 16 agosto 1946 morì tuttavia improvvisamente a Tokyo, all'età di 70 anni: il nipote Hiroaki Fushimi-no-miya prese il suo posto come 24º principe del casato.

## Famiglia
Hiroyasu Fushimi sposò il 9 gennaio 1896 la principessa Tsuneko Tokugawa (1882-1939, figlia dell'ultimo shōgun Tokugawa Yoshinobu) e con lei crebbe una prole numerosa:
- principe Hiroyoshi Fushimi (8 dicembre 1897-19 ottobre 1938), che intraprese la carriera militare in marina e divenne capitano di vascello, partecipando alla battaglia di Shanghai con la 6ª Divisione cacciatorpediniere. Egli si sposò nel 1919 ed ebbe tre figlie (una delle quali morta in tenera età) e un figlio, Hiroaki, attuale capo della casata Fushimi.
- principessa Yasuko Fushimi (14 novembre 1898-1919). Sposò il marchese Nagatake Asano e morì poco dopo senza dare alla luce figli.
- principe Hirotada Fushimi (26 gennaio 1902- 19 luglio 1924), che nel 1904 fu fatto 3º principe della casata Kachō. Non si sposò né ebbe figli.
- principe Hironobu Fushimi (1905-?). Attorno al 1926 rinunciò ai titoli imperiali e fu creato 1º marchese Kachō. Si sposò con la principessa Hanoko Kan'in - altro ramo cadetto - ed ebbe una discendenza.
- principessa Tomoko Fushimi (18 maggio 1907-30 giugno 1947), che ebbe figli con il principe Asaakira Kuni, cognato dell'imperatore Hirohito.
- principessa Atsuko Fushimi (18 maggio 1907-?), sposata a un conte. Non è noto se ebbe figli.
- principe Hirohide Fushimi (4 ottobre 1912-26 agosto 1943), nel 1936 circa lasciò quel titolo per divenire 1º conte Fushimi. Morì celibe e senza figli.

## Onorificenze
Dati tratti da: e